# ديبورا غرانت
ديبورا غرانت (بالإنجليزية: Deborah Grant)‏ هي فنانة ورسامة أمريكية، ولدت في 1968 في تورونتو في كندا.